# Беременная вдова
Беременная вдова (англ. The Pregnant Widow) — роман английского писателя Мартина Эмиса, опубликованный издательством Jonathan Cape 4 февраля 2010 года. Его тема — феминистская революция, которую Эмис считает незавершённой и сбивающей с толку женщин, что перекликается с мнением русского писателя XIX века Александра Герцена о том, что революция — это «долгая ночь хаоса и запустения». «Беременная вдова», фраза, взятая из эссе «С того берега» Герцена (1848–1850), — это точка, в которой старый порядок уступил место, а новый ещё не родился. Эмис сказал в 2007 году, что «сознание не меняется по щелчку пальцев. И я полагаю, что феминизм находится примерно на полпути во втором триместре».
Действие происходит в замке, принадлежащем сырному магнату в Кампании, Италия, где Кит Ниаринг, 20-летний студент, изучающий английскую литературу; его девушка Лили; и её подруга Шахерезада отдыхают жарким летом 1970 года, когда, по словам Эмиса, «что-то менялось в мире мужчин и женщин». Рассказчик — суперэго или совесть Кита в 2009 году.
Роман находился в работе большую часть семи лет, со времён «Дома собраний» (2006). Первоначально роман был запланирован к выпуску в конце 2007 года, но его публикация была отложена до 2008 года, когда Эмис принял то, что он описывает как «ужасное решение», отказаться от того, что он написал к тому моменту, и начать заново, строя историю из одного раздела, который он сохранил, об Италии. Долгий период работы над романом привёл к увеличению его объёма примерно до 370 страниц, что сделало его самым длинным романом М. Эмиса со времён «Информации» 1995 года.

## Предыстория
Эмис начал писать роман после публикации в 2003 году книги «Жёлтая собака», которая была враждебно встречена критиками и имела сдержанный коммерческий успех. В интервью The Independent в 2006 году он рассказал, что отказался от новеллы «Неизвестное известное» и вместо этого продолжил работу над последующим полным романом, который он начал в 2003 году. Он сказал, что новый роман «слепо автобиографичен, но на исламскую тему». В интервью Марку Лоусону в 2006 году Эмис сказал, что он был на некотором расстоянии от вымышленных версий себя, своего отца, Кингсли Эмиса, и своего наставника-писателя Сола Беллоу в «Беременной вдове», которая на данный момент не имеет названия. Он сказал, что «пытался сохранить некоторую косвенность» в отношении автобиографических аспектов, говоря, что его персонажа в романе звали «Луи» (второе имя Эмиса), что Кингсли Эмис был «Королём», а Сол Беллоу был «цыплёнком» (что само по себе было отсылкой к прокси-персонажу Сола Беллоу в последнем романе Беллоу «Равельштейн»).
Дальнейшие подробности борьбы за написание романа появились 1 августа 2009 года во время интервью, которое Эмис дал National Post: «Я начал роман, [но] затем я собирался написать новеллу, прежде чем приступить к нему. Но несколько лет назад у меня были большие проблемы с огромным, мёртвым романом. И мне понадобилось много времени и много горя, чтобы понять — я думал, что хватаюсь за соломинку — оказалось, что это на самом деле два романа, и они не могут быть вместе. Так что я написал «Беременную вдову», [его] одну половину, а другую половину я начал, и следующая будет очень автобиографичной».

### Салли Эмис
Персонаж Вайолет Ниаринг, младшей сестры главного героя, основан на Салли Мифанви Эмис (19 января 1954 — 8 ноября 2000), младшей сестре Мартина. У неё всю жизнь были проблемы с алкоголизмом, и Эмис описал её как одну из самых ярких жертв сексуальной революции. В 24 года она родила дочь Екатерину, которую отдали на усыновление в три месяца. Салли перенесла инсульт в 40 лет и умерла от инфекции в 46 лет.

## Критика
Роман был опубликован и получил неоднозначные отзывы: Эйлин Баттерсби в The Irish Times назвала его «сильным разочарованием», а Ричард Брэдфорд в The Spectator описал его как «уникальный, иногда изысканный опыт».
После большого количества предположений и больших ожиданий роман не был включён в лонг-лист Букеровской премии 2010 года.